# Monaeses israeliensis
Monaeses israeliensis es una especie de araña cangrejo del género Monaeses, familia Thomisidae. Fue descrita científicamente por Levy en 1973.

## Distribución
Esta especie se encuentra en Grecia, Turquía, Israel, Líbano, Irán, Asia Central y China.